# Escut del Níger
L'escut del Níger va ser introduït l'1 de desembre del 1962. És de sinople, amb un sol d'or acostat a la destra d'una llança en pal carregada de dues espases típiques dels tuaregs, que simbolitza el valor de la gent en el passat; i a la sinistra de tres espigues de mill, una en pal i dues en sautor, acompanyat a la punta d'un cap de zebú, ambdós símbols del bestiar i l'agricultura, tot d'or. L'escut està envoltat per quatre banderes del Níger i a la base hi ha una cinta on es llegeix République du Niger ('República del Níger' en francès, la llengua oficial).
Mentre que la Constitució nigerina estipula que el camper de l'escut és de sinople (és a dir verd), en ambaixades i documents oficials apareix d'argent, o d'or en altres contextos, amb les càrregues o símbols que conté l'escut d'un daurat més fosc o fins i tot negre, com es pot veure a la pàgina del Govern del Níger.